# امشل

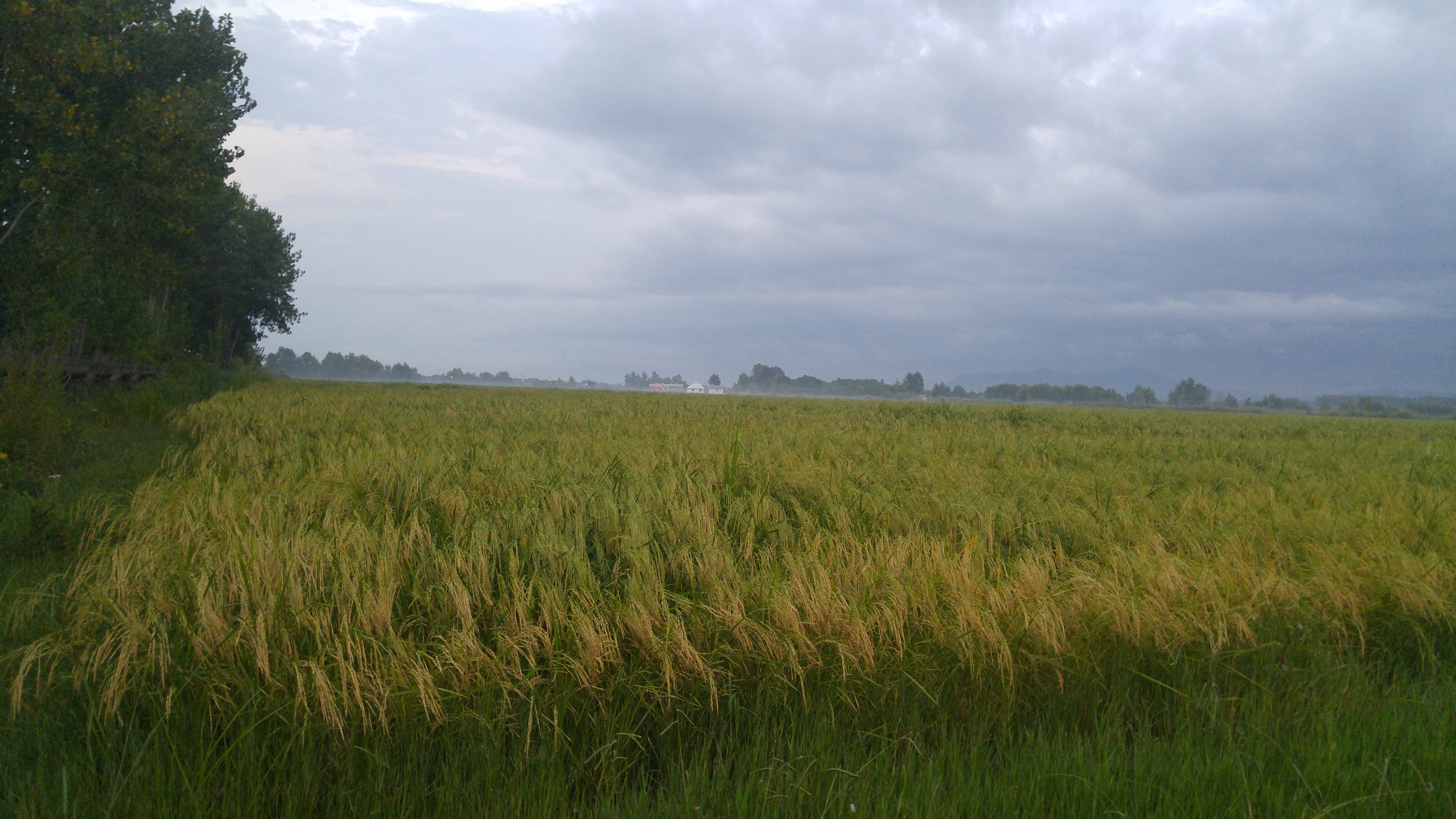

امشل، روستایی از توابع بخش مرکزی شهرستان آستانه اشرفیه در استان گیلان ایران است. این روستا در بستر دو رودخانه بزرگ سفید رود و نهر حشمت رود قرار دارد. خاک حاصلخیز، آب و هوای معتدل و باران فراوان باعث رونق کشاورزی و دامپروری در این منطقه شده است.
در گذشته صنایع دستی از جمله حصیر بافی و ساخت ظروف سفالی از جمله گمج در این روستا رواج داشته که اکنون به طور کل از بین رفته است. همچنین به تازگی دانشگاه مهرآستان آستانه اشرفیه در این روستا تاسیس گردیده است.
از امکانات رفاهی و تفریحی روستا می‌توان به فضایی برای بازی کودکان و مناطقی برای تفریح و استراحت گردشگران در حاشیه رودخانه  اشاره کرد 

## جمعیت
این روستا در دهستان کیسم قرار دارد و براساس سرشماری مرکز آمار ایران در سال ۱۳۸۵، جمعیت آن ۴۱۱ نفر (۱۲۹خانوار) بوده است. 